# Bjelašnica (Gatačka)
Bjelašnica  je planina u istočnoj Hercegovini. Podno Bjelašnice su gradić Gacko i Gatačko polje. Najviši vrh je Velika Bjelašnica, visine 1867 metara nadmorske visine. Tik pored Bjelašnice je i planina Baba čija se podnožja dodiruju. Planina Bjelašnica je vrlo kamenita planina s dosta izraženim krškim reljefom, svojstvenim Dinarskom gorju.